# Ootua antennata
Ootua antennata är en insektsart som beskrevs av Boris Petrovich Uvarov 1927. Ootua antennata ingår i släktet Ootua och familjen gräshoppor. Inga underarter finns listade i Catalogue of Life.